# میرغضنفر ابراهیموف
میرغضنفر ابراهیموف (انگلیسی: Mirgazanfer Ibragimov؛ 1909 – 1979 یا 1980) یازدهمین شیخ‌الاسلام قفقاز بود.